# Косиненко, Николай Иванович
Николай Иванович Косиненко (13.05.1881 — 31.01.1917) — русский офицер, топограф, исследователь Памира, первооткрыватель ледника Бивачного, впервые исследовал ледник Федченко на протяжении его нижних 30 км. Первый исследователь, оценивший реальные масштабы памирского оледенения. Первый европеец, прошедший долину Язгулема на Памире. Погиб в Первую мировую войну.

## Биография
Из мещан Виленской губернии. Образование получил в Виленском реальном училище и Киевском военном училище (1901). В службу вступил 02.08.1899 г. Из училища выпущен подпоручиком, в 1905 г. произведён в штабс-капитаны. В 1907 г. окончил Николаевскую академию генштаба, капитан — с 07.05.1907 г. Цензовое командование ротой отбывал в 10-м Туркестанском стрелковом батальоне (09.11.1907 — 05.12.1909). В этот период летом 1908 г. состоялась его знаменитая экспедиция на Памир.
В июле 1909 г. руководил полевой поездкой офицеров Туркестанского ВО в Ходжентский уезд с целью изучения путей сообщения и материальных ресурсов Ферганской долины. В октябре-ноябре того же года откомандирован в Бухару для составления военно-статистического описания Зеравшанского оазиса и путей в Карши и Чаракчи.
В декабре 1909 г. закончил работу над военно-историческим исследованием — книгой «Первая русско-турецкая семилетняя война. Чигиринские походы 1677—1678 гг.», СПб., 1911.
Старший адъютант штаба 11-й пехотной дивизии (1909), старший адъютант штаба 46-й пехотной дивизии (1910), помощник старшего адъютанта начальника штаба Московского военного округа (февраль, 1913), подполковник (декабрь, 1913).
Принял участие в Первой мировой войне. С 05.12.1915 г. служил начальником штаба Свеаборгской крепости, с 06.12.1915 г. — полковник, с 02.12.1916 г. — командир 311-го пехотного Кременецкого полка. Генерал-майор (пр. 31.05.1917; ст. 30.01.1917).
В ночь на 31.01.1917 г., желая вернуть утерянные высоты в районе шоссе Якобени-Кимпулонг, лично повёл полк в атаку, заставил неприятеля отступить, но в бою был убит. Похоронен на Московском городском братском кладбище 25.02.1917 г. (ныне — Мемориальный-парковый комплекс героев Первой мировой войны — парк около Песчаной улицы в районе Сокол, Москва).

## Публикации и труды
- Фотоальбом «Алай-Памир-Дарваз». АРГО, разряд 112, N 1071, 1908 г., 15 л.;
- Первая русско-турецкая семилетняя война. Чигиринские походы 1677—1678 гг. СПб., 1911;[1]
- Извлечение из отчета капитана Косиненко о поездке на Памиры и в Восточную Бухару. — ИТО ИРГО, 1911, т. VIII;
- По тропам, скалам и ледникам Алая, Памира и Дарваза. ИИРГО, 1915, т. LI, с. 117—138.[2]

## Награды
- Орден Св. Станислава 3-й степени (04.04.1908);
- Орден Св. Анны 3-й степени (06.12.1911);
- Орден Св. Станислава 2-й степени (06.12.1914);
- Орден Св. Владимира 4-й степени (09.02.1915);
- Мечи и бант к ордену Св. Анны 3-й степени (06.08.1915);
- Орден Св. Владимира 3-й степени (08.02.1917).

## Именем Косиненко названы
- Ледник в бассейне ледника Федченко, расположенный на северных склонах хребта Танымас (притоком ледника Федченко не является).
- Перевал с ледника Наливкина на ледник Косиненко.